# Sarolta Steinberger
Pour les articles homonymes, voir Steinberger (homonymie).
Sarolta Steinberger (née le 12 septembre 1875 à Tiszaújlak en Autriche-Hongrie, actuelle Vylok en Ukraine, et morte le 24 novembre 1966 à Budapest en Hongrie) est la première femme diplômée en médecine en Autriche-Hongrie.

## Biographie

### Jeunesse et formation
Elle est issue d'une famille riche, va en école privée et fréquente l'école à Kolozsvár, aujourd'hui Cluj-Napoca en Roumanie.
En décembre 1895, le nouveau ministre de l'Éducation et de la Religion, Gyula Wlassics (en), adopte une loi qui permet aux femmes, d'aller à l'université Loránd Eötvös de Budapest pour étudier la médecine. En 1900, le Sunday News annonce que Steinberger est diplômée en médecine. Elle est la première femme à obtenir ce diplôme en Hongrie.

### Carrière
Après l'obtention de son diplôme, elle étudie la gynécologie à l'étranger pendant deux ans. Elle retourne ensuite pratiquer la médecine en Hongrie où elle rejoint une organisation féministe. Elle enseigne et écrit une série d'articles sur l'histoire des médecins en 1902.
Elle travaille à la clinique Tauffer, fondée par William Tauffer en 1888. En 1913, les femmes médecins ne sont plus obligées de travailler aux côtés de médecins masculins.
En 1928, elle devient la directrice de l'institut national de sécurité sociale, jusqu'en 1944.
Elle aurait eu la possibilité de quitter la Hongrie en 1938 après l'alliance du pays avec l'Allemagne nazie, grâce au soutien des États-Unis et de la militante Carrie Chapman Catt. En effet, Rosika Schwimmer se rapproche de Catt afin qu'elles signent conjointement une lettre afin de soutenir la venue d'Eugénia Meller et de Sarolta Steinberger aux États-Unis, mais Catt refuse, justifiant qu'elle est âgée.
Steinberger quitte la direction de l'institut national de la sécurité social 1944, avec l'entrée en vigueur de lois restreignant les fonctions pouvant être occupées par des Juifs.
Elle meurt à Pesthidegkút près de Budapest en 1965.

## Honneur
L'astéroïde (590269) Steinberger est nommé en son honneur.